# Hidvégi Sándor
Hidvégi Sándor (1983. április 9. –) magyar labdarúgó. Posztját tekintve hátvéd.

## Pályafutása
A Rákosszentmihályi AFC volt az első felnőtt csapata, ahonnan egy-egy évre kölcsönadták a Győri ETO-hoz és a másodosztályú Soroksár SC-hez is. 2007 nyarán az NBII-es  Jászberényi SE szerződtette, az itt töltött ideje alatt alapjátékosnak számított. Másfél év múlva szerződött az MTK-hoz.
Először NBI-es mérkőzésen 2009. február 21-én lépett pályára a Kaposvári Rákóczi FC ellen 2–1-re megnyert bajnokin, kezdőként végig játszott. Még tizenegyszer szerepelt a szezonban. 2009. május 30-án szerezte első NB I-es gólját a REAC ellen, amely az egyetlen volt abban az idényben.
A 2009-2010-es idényben az MTK meghatározó játékosa volt, az összes bajnoki mérkőzésen szerepet kapott és mindet végig is játszotta - a bajnokság játékosai közül egyedüliként. Egyetlen gólját április 3-án lőtte a Paksi FC ellen. A magyarkupa küzdelmei során öt mérkőzésen egyszer volt eredményes.
2009-ben tagja volt az Összefogás Napja alkalmából rendezett teremtornát megnyert MTK csapatának.
2010 júniusában kétéves szerződést kötött a bajnoki ezüstérmes Videoton FC csapatával.
2013. július 8-án szerződést kötött az OTP Bank Ligában szereplő Ferencvárossal.

### Válogatott
A felnőtt válogatottban nem szerepelt.